# Der Feuervogel

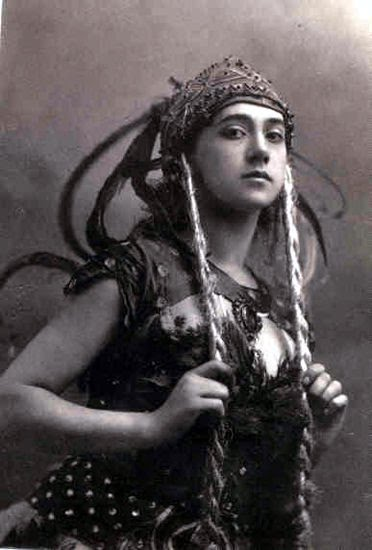
Tamara Karsawina als Feuervogel, 1910

Der Feuervogel (russisch Жар-птица/ Zhar-Ptiza, französisch L’Oiseau de feu) ist ein Ballett in zwei Akten mit der Musik von Igor Strawinsky nach dem Libretto von Michel Fokine. Die Uraufführung fand am 25. Juni 1910 im Pariser Théatre National de l’Opéra durch das Ensemble Ballets Russes statt. Die Musik zum Feuervogel gilt als richtungweisendes Werk am Beginn des 20. Jahrhunderts.

## Handlung und Libretto
Die Handlung basiert auf den zwei russischen Volksmärchen Der Feuervogel mit der Figur des Märchenhelden Iwan Zarewitsch und Der Zauberer Kastschej mit der mythologischen Gestalt des unsterblichen Koschtschei. Der junge Prinz Iwan jagt den Feuervogel und gelangt so in den Garten des Zauberers. Am Wunderbaum fängt er den Vogel, dieser beklagt sich und bittet um seine Freiheit. Als der Prinz ihm diese gewährt, erhält er zum Dank eine Feder, der magische Kräfte innewohnen und die bei Gefahr den Feuervogel herbeiruft.
Dreizehn Jungfrauen, die vom Zauberer Kastschej gefangen gehalten werden, kommen in den Garten und tanzen um den Baum. Unter ihnen ist die Prinzessin Zarewna, in die sich Iwan unsterblich verliebt. Drohende Signale künden das Erscheinen Kastschejs und seiner Dämonen an. Sie bedrängen Iwan Zarewitsch und wollen ihn töten. In höchster Not ruft er mit der geschenkten Feder den Feuervogel. Dieser kommt und zwingt Kastschej und die Dämonen mit magischer Musik zum Tanzen und singt sie dann mit einem Lied in tiefen Schlaf.
Der Feuervogel zeigt Iwan in einer Höhle unter den Wurzeln des Wunderbaums das versteckte Riesenei, in dem Kastschej seine Seele aufbewahrt. Der Prinz zerschlägt das Ei, die Macht des Zauberers schwindet und er stirbt. Seine gefangenen und versteinerten Opfer sind nun befreit, so auch die dreizehn Jungfrauen. Prinzessin Zarewna und Iwan Zarewitsch sind vereint.

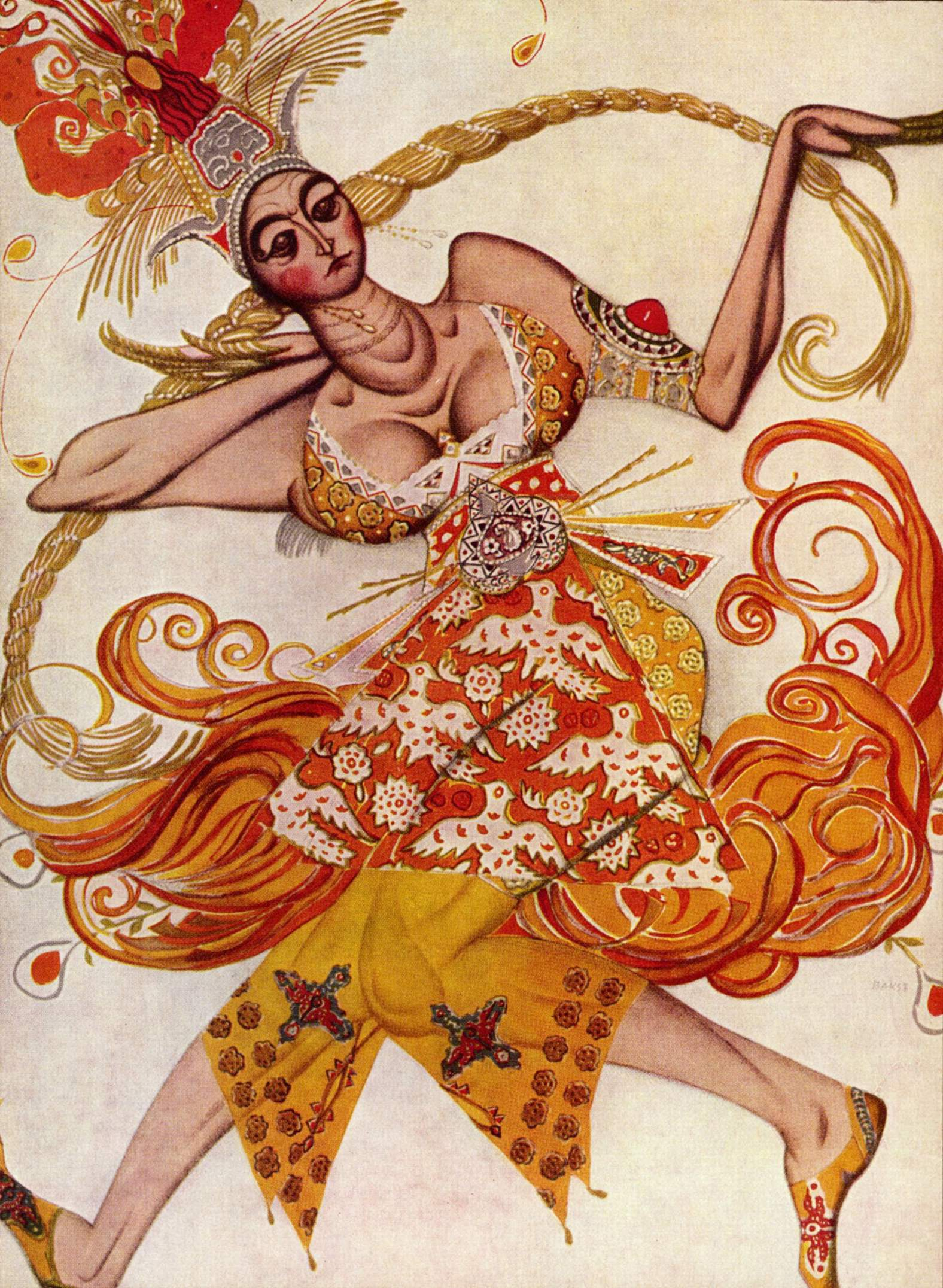
Léon Bakst: Figurine für Der Feuervogel
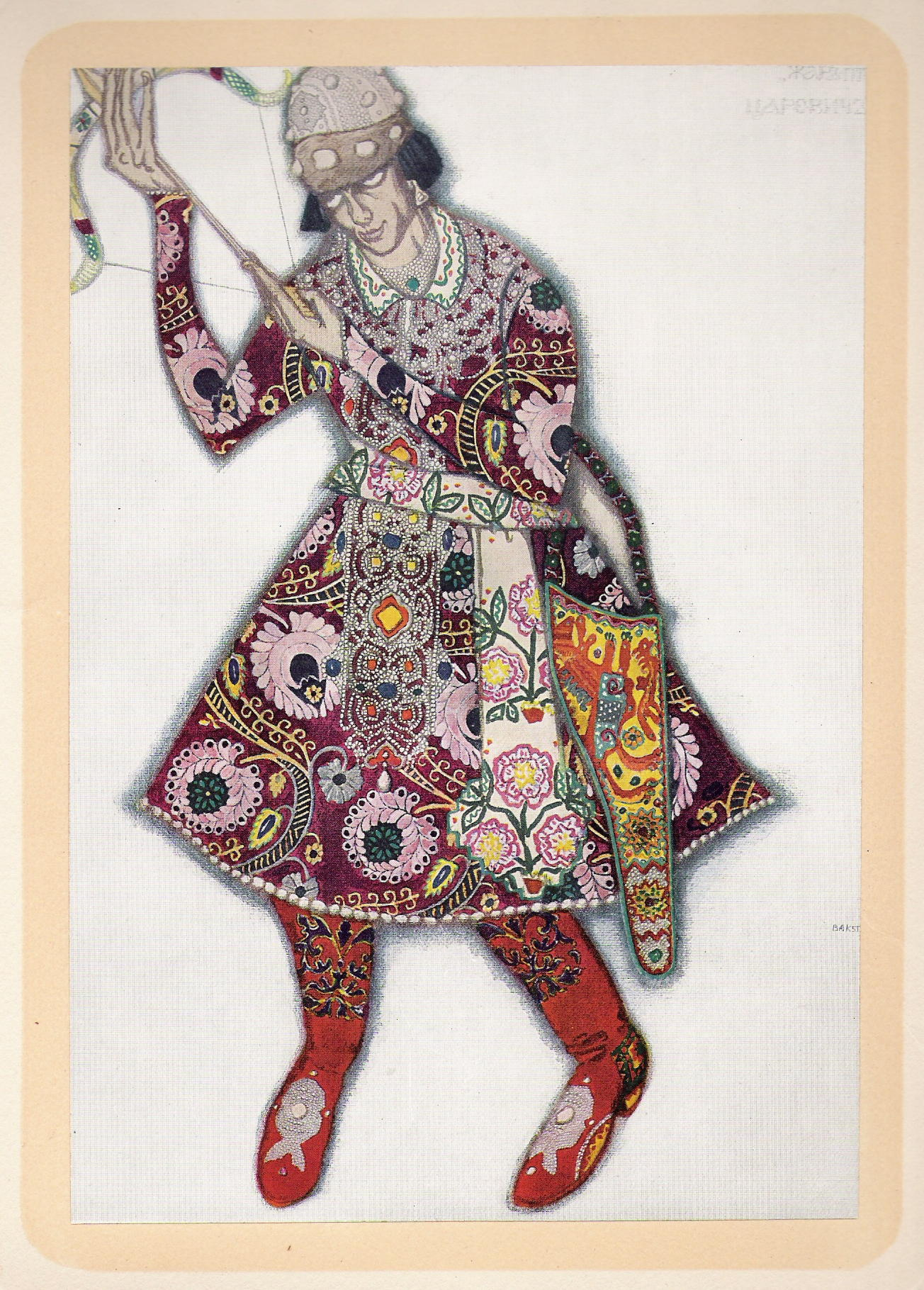
Léon Bakst: Entwurf für Iwan Zarewitsch
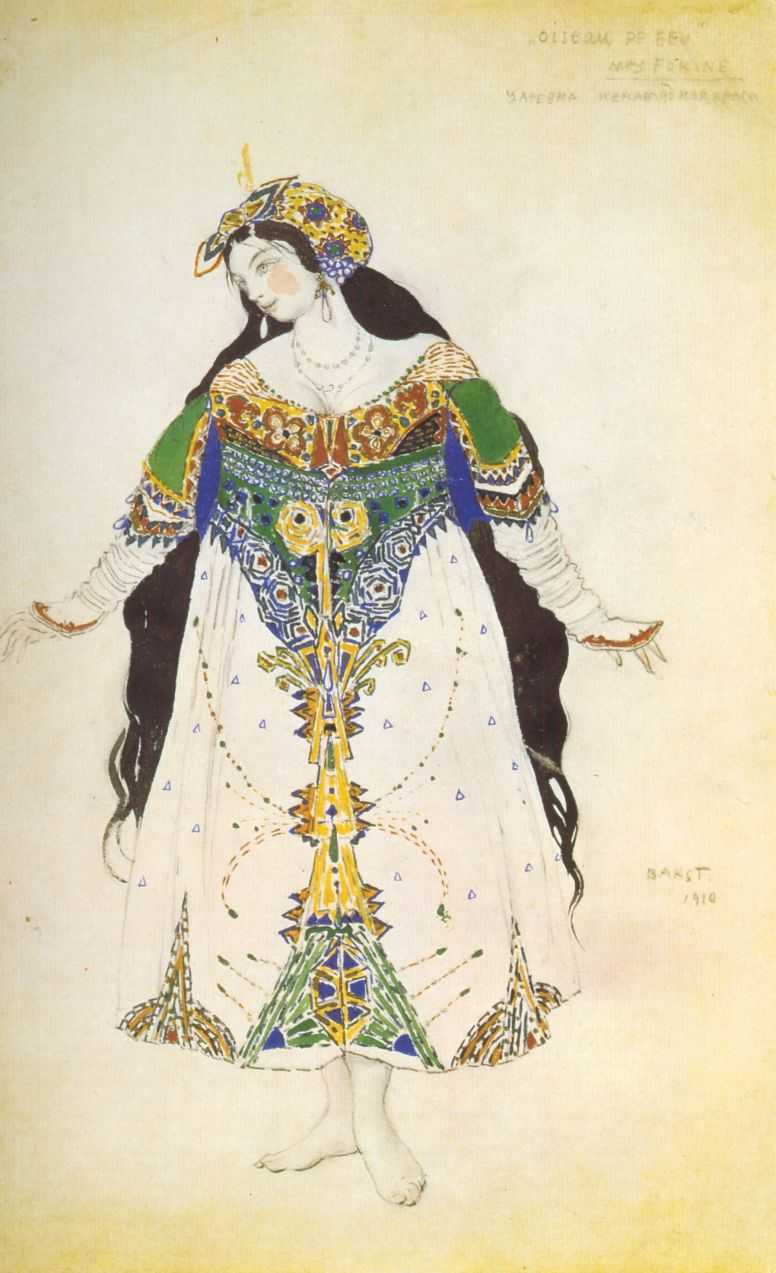
Léon Bakst: Entwurf für die Zarewna
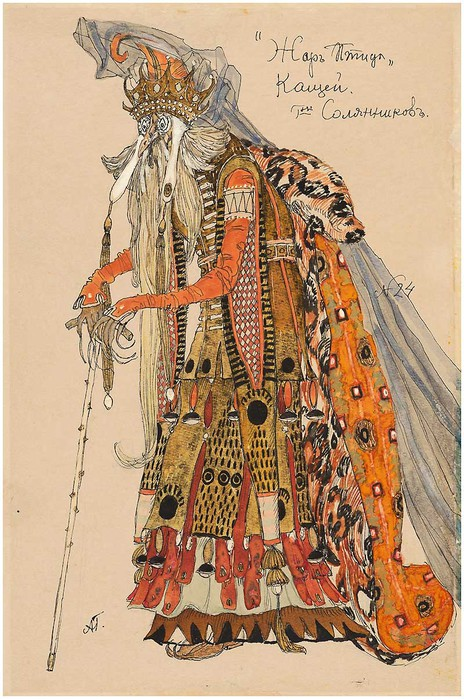
Alexander Golowin: Zauberer Kastschej

## Geschichte

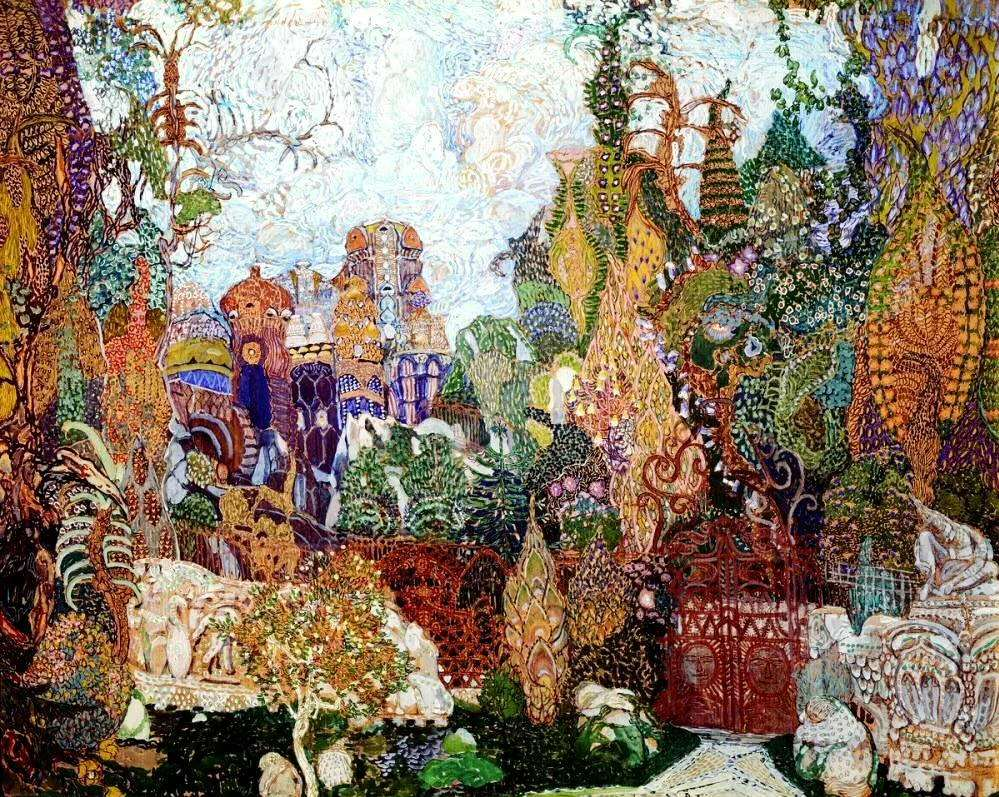
Alexander Golowin: Entwurf zum Bühnenbild des Feuervogels

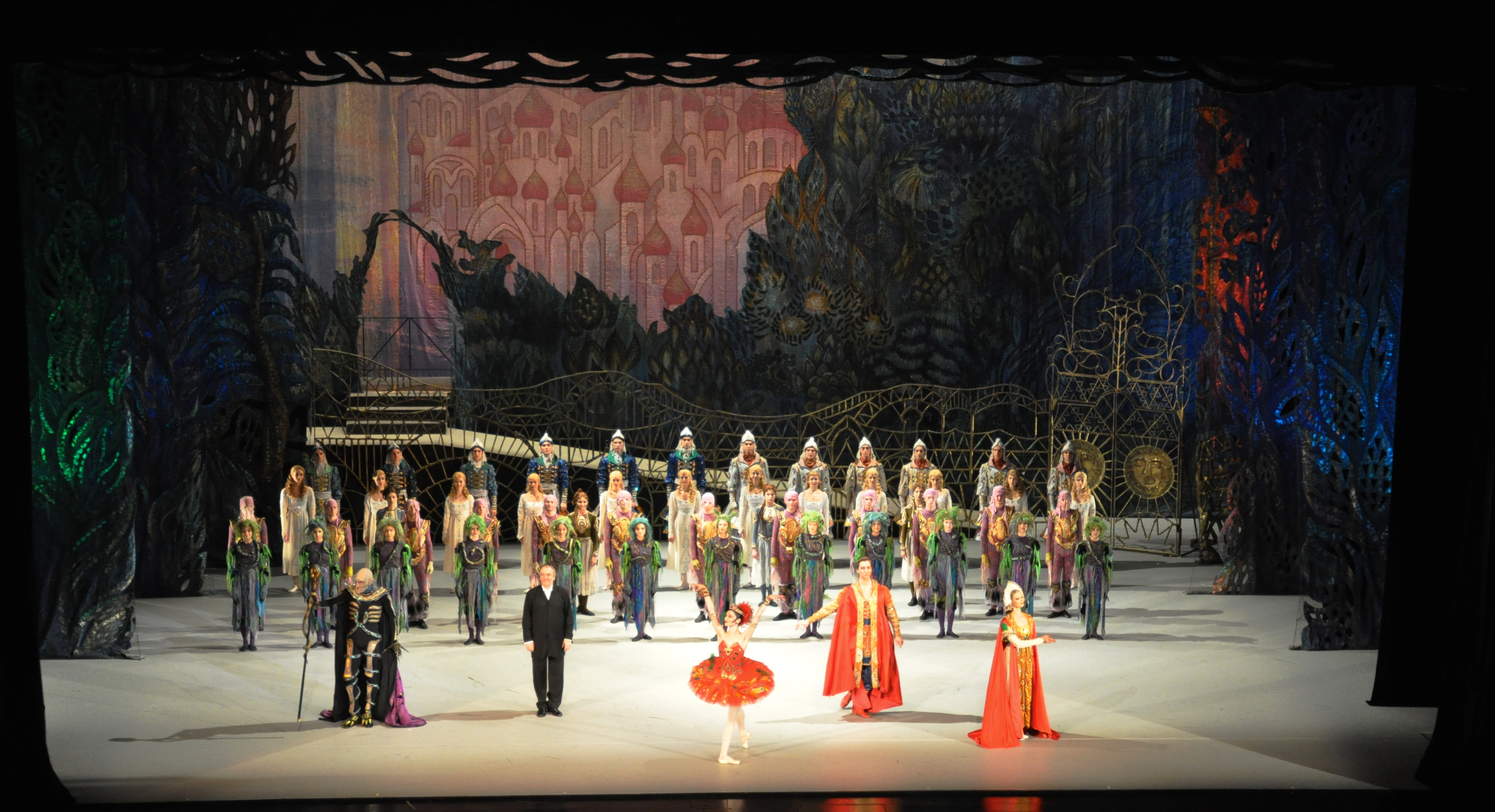
Rekonstruktion der Uraufführung durch das Mariinski-Ballett bei den Salzburger Pfingstfestspielen 2013

Das Werk war eine Auftragsarbeit von Sergei Pawlowitsch Djagilew für die Ballets Russes, mit der an den im Jahr 1909 durch die Kompanie in Paris erzielten Erfolg angeknüpft werden sollte. Ursprünglich war für die Komposition Anatolij Ljadow vorgesehen, da dieser aber mit einer Zusage zögerte, übergab Djagilew dem damals weitgehend unbekannten Igor Strawinsky im Dezember 1909 den Auftrag. Die szenische Handlung, das Libretto, schuf Michel Fokine, einer der bedeutendsten Tänzer und Choreografen der Ballets Russes. Die Verbindung von russischer Märchentradition mit effektvollen Bühnenerscheinungen, wie dem glänzenden Feuervogel, dem Wunderbaum, dem Riesenei und doppelköpfigen Ungeheuern, zeigte beim Pariser Publikum große Wirkung. In der Kritik wurde das Ballett als „glitzernde, sinnbetörende Erscheinung“ beschrieben, unterstrichen durch eine „üppig-farbenreiche Ausstattung“ und die „in allen Klangfarben schillernde Musik“.
Die Uraufführung am 25. Juni 1910 im Pariser Théatre National de l’Opéra wurde dirigiert von Gabriel Pierné, die Ausstattung stammte von Alexander Golowin und Léon Bakst. Den Feuervogel tanzte Tamara Karsawina, Fokine selbst den Iwan Zarewitsch, seine Frau Vera Fokina die Prinzessin Zarewna und Enrico Cecchetti den Zauberer Kastschej.
Strawinsky fertigte von der Partitur später mehrere Fassungen für konzertante Aufführungen:
- 1911 Suite Nr. 1 für Orchester
- 1919 Suite Nr. 2 für Orchester
- 1945 Ballettsuite für Orchester

## Weitere Inszenierungen
- 1921: Choreografie Fjodor Lopuchow in Leningrad mit den ursprünglichen Bühnenbildern;
- 1949: Choreografie George Balanchine
- 1954: Choreografie Sergej Grigorjew und Ljubow Tschernitschew für das Londoner Sadler’s Wells Ballet
- 1970: Choreografie Maurice Béjart mit dem Brüsseler Ballett des 20. Jahrhunderts in einer abweichenden Fassung: aus dem Feuervogel wurde ein Revolutionär und Anführer einer Gruppe proletarischer Kämpfer

## Musikalische Rezeption
- Orchestra Hit
- Die britische Rockgruppe Yes benutzt seit 1971 (dem Todesjahr Strawinskys) mit Opening (Excerpt from ‘Firebird Suite’) den Schlussteil des Werkes als Intro für ihre Konzerte. Dokumentiert ist dies z. B. auf ihrem Live-Album Yessongs.
- In dem 1975 entstandenen Film Das bucklige Pferdchen von Iwan Iwanow-Wano geht es um den jungen Iwan, der dank eines buckeligen Pferdchens sein Glück findet. Eine der Hauptstränge in der Geschichte ist der Fang eines tanzenden Feuervogels, der dem Zaren zum Geschenk gemacht werden soll, nachdem dieser eine Feder des Vogels gesehen hatte. Ebenfalls besitzt der Zar durch Iwan später die schönste Frau der Welt, die Iwan nach dem Sieg über den Zaren zur Frau gemacht wird.
- Allegro non troppo
- Isao Tomita hat 1976 das Album „Firebird“ veröffentlicht, welches auf der A-Seite die Feuervogel-Suite in einer für Tomita typischen Synthesizer-Bearbeitung enthält.
- Manfred Mann’s Earth Band verwendete ein Thema des Feuervogels als Basis für das Stück Starbird des Albums The Roaring Silence.
- In dem Disney-Spielfilm Fantasia 2000 wird die Komposition für einen der dortigen kurzen Musikfilme verwendet.